# Nosok (plaats)
Nosok (Russisch: Носок) is een plaats (posjolok) van de selskoje poselenieje van Karaoel binnen het gemeentelijk district Tajmyrski van de Russische kraj Krasnojarsk. De plaats ligt aan een zijarm (de Oesjakova) van de Jenisej (linkeroever). De plaats telt ongeveer 1200 inwoners (2001), waarmee het een van de grootste plaatsen aan de benedenloop van de Jenisej is. Onder de inwoners zijn veel Toendra-Nenetsen, die zich vooral bezighouden met de rendierhouderij, de jacht en de visserij en waaronder veel nomaden zijn. Hun kinderen worden sinds de collectivisatie opgevoed in internaten
De plaats ligt op 38 kilometer van Karaoel en 175 kilometer van Doedinka. Voor de plaats liggen de Brechovski-eilanden. Ten noordoosten van Nosok liggen de dorpen Polikarpovsk en Moengoej, ten zuidoosten de dorpen, Karaoel, Oest-Port en Toechard en ten zuiden het dorp Messojacha. De plaats is alleen in de korte zomer bereikbaar over de rivier.

## Geschiedenis
De stichtingsdatum van de plaats is onbekend. De eerste Russische handelaren verschenen er in de 17e eeuw. Binnen de plaats bevindt zich het gecentraliseerde staatsbedrijf rendierhouderij 'Zarja Tajmyra', hetgeen eerder een sovchoz was en daarvoor een kolchoz. Het aantal rendieren hier is echter veel kleiner dan de eigen kuddes van de nomadische Nenetsen.

## Voorzieningen
In de plaats bevinden zich onder andere een huis van cultuur, een sporthal (tennis en biljart), bakkerij en een handvol winkels. In 2000 werden in het kader van een sociaal programma voor de heropleving van een zevental Tajmyrse nederzettingen met geld van Norilsk Nikkel (3 miljoen dollar) een middelbare school en een ziekenhuis in de plaats gebouwd.